# カルシウム48
カルシウム48 (Calcium-48、48Ca) は、カルシウムの同位体の1つである。20個の陽子と28個の中性子を含む。自然界には、モル分率で0.187%存在する。

## 概要
48Caは軽い原子核としては異例なほど多くの中性子を持つが、唯一の放射性崩壊経路は、滅多に起こらない二重ベータ崩壊である。半減期は約6.4×1019 年であり、ほとんどの実用的な目的には安定同位体として取り扱うことができる。この異常な安定性に寄与している要因の1つは、20と28がどちらも魔法数であり、48Caは、二重魔法数原子核であるということである。

## 新核種の生成
48Caは安定でかつ中性子が豊富であるため、加速器による新核種生成の起点物質として有力な原子核である。核融合反応による原子番号の大きい元素（例えばオガネソン）の生成および核破砕反応による中性子過剰核の生成の両方に用いることができる。重い原子核は通常、最大の安定度を得るためには多くの中性子を必要とするため、その生成には中性子が豊富な原子核が必要である。

## 二重ベータ崩壊
48Caは二重ベータ崩壊することが知られている最も軽い原子核であり、sdシェルモデルで分析が可能な単純さを持つ唯一の原子核である。また、二重ベータ崩壊を起こす原子核の中で、最も大きいエネルギー（4.27MeV）を放出する。これらの特徴により、48Caは原子核モデルを調査する上で興味深い対象となっており、ニュートリノを放出しない二重ベータ崩壊の有力な候補である。